# カニャダの戦い
カニャダの戦い（カニャダのたたかい、英語: Battle of Cañada）は、米墨戦争中の1847年1月24日に行われた戦闘。
メキシコ人のアメリカ合衆国に対する反乱であるタオスの反乱における戦闘のひとつである。
パブロ・チャベス、パブロ・モントーヤ、イェスス・タフォヤらの指導力のもと、ニューメキシコの反乱者たちはアメリカの支配するサンタフェの町へ向かって南進した。サンタフェの合衆国軍司令官であったスターリング・プライス大佐は、この動きを聞くと353名の兵士を召集し、反乱を鎮圧すべく北へ進んだ。プライスは、サンタクルス・デ・ラ・カニャダの町近くの丘の頂上で大規模な反乱軍に遭遇した。プライスは攻撃し、指導者のひとりであるイェスス・タフォヤを含む36名の死傷者を出して反乱軍を退散させた。数日後、プライスは再びエンブド峠の戦いで反乱軍を打ち負かし、プエブロ・デ・タオスにある要塞へと退却させた。